# Çiçek Acar
Çiçek Acar (Smirne, 16 novembre 1981) è un'attrice turca, nota per aver interpretato il ruolo di Gülistan nella serie Come sorelle (Sevgili Geçmiş).

## Biografia
Çiçek Acar è nata il 16 novembre 1981 a Smirne (Turchia), fin da piccola ha mostrato un'inclinazione per la recitazione.

## Carriera
Çiçek Acar ha studiato recitazione presso il Müjdat Gezen Art Center. Nel 2007 ha fatto la sua prima apparizione come attrice con il ruolo di Necla nel cortometraggio Dogal Kole (Natural Born Slave) diretto da Yalcin Kumeli. Nel 2009 ha recitato nella serie Ayrilik. Nel 2011 ha ricoperto il ruolo di Hatice nel film 72. Kogus diretto da Murat Saraçoglu. Nel 2013 ha recitato nella serie Dehsetin Taniklari. L'anno successivo, nel 2014, ha recitato nella serie Hatasiz Kul Olmaz.
Nel 2017 ha interpretato il ruolo di Türkan nel film Beyaz Balina diretto da A. Uygur Ozturk. Nel 2017 e nel 2018 ha ricoperto il ruolo di Nilgün Arisoy nella serie Cennet'in Gözyaslari. Nel 2019 è stata scelta per interpretare il ruolo di Gülistan nella serie Come sorelle (Sevgili Geçmiş) e dove ha recitato insieme ad attrici come Ece Uslu, Sevda Erginci, Melis Sezen, Elifcan Ongurlar e Özge Özacar. Nel 2021 ha recitato nella serie Hamlet. Nel 2021 e nel 2022 ha interpretato il ruolo di Periliçe nella serie Sihirli Annem. Nel 2022 ha ricoperto il ruolo  di Songül nella serie Iyilik.

## Filmografia

### Cinema
- 72. Kogus, regia di Murat Saraçoglu (2011)
- Beyaz Balina, regia di A. Uygur Ozturk (2017)

### Televisione
- Ayrilik – serie TV (2009)
- Dehsetin Taniklari – serie TV (2013)
- Hatasiz Kul Olmaz – serie TV (2014)
- Cennet'in Gözyaslari – serie TV (2017-2018)
- Come sorelle (Sevgili Geçmiş) – serie TV (2019)
- Hamlet – serie TV (2021)
- Sihirli Annem – serie TV (2021-2022)
- Iyilik – serie TV (2022)

### Cortometraggi
- Dogal Kole (Natural Born Slave), regia di Yalcin Kumeli (2007)

## Doppiatrici italiane
Nelle versioni in italiano dei suoi film e delle sue serie TV, Çiçek Acar è stata doppiata da:
- Angela Brusa[18] in Come sorelle[19]